# Cisticola bakerorum
Cisticola bakerorum (лат.) — вид воробьиных птиц из семейства цистиколовых.

## Этимология
Видовое название присвоено в честь Нейла и Лиз Бейкер в знак признания их заслуг в изучении орнитофауны Танзании, в том числе в окрестностях Киломберо.

## История изучения
О наличии в этих местах неидентифицированных птиц из рода Cisticola было известно ещё с 1980-х годов, но данный вид (а также еще один) был описан группой учёных только в 2021 году.

## Распространение
Обитают в Танзании, являются эндемиками болот поймы Киломберо. Предпочитают затопленные тростниковые заросли.